# Proszę pana
Proszę Pana – utwór polskiej piosenkarki i autorki tekstów Sanah, wydany 11 października 2019 roku, pochodzący z EP Ja na imię niewidzialna mam. Tekst został napisany przez Sanah i Magdalenę Wójcik.
Nagranie uzyskało status platynowej płyty (2020). Utwór zdobył ponad 19 milionów wyświetleń w serwisie YouTube (2022) oraz ponad 10 milionów odsłuchań w serwisie Spotify (2022).
Utwór został wyprodukowany przez Marcela Zawodi. Za muzykę w utworzę odpowiadali Sanah, Marcel Zavodi i Johnny Palmer.

## Twórcy
- Sanah – słowa[1][2]
- Sanah, Magdalena Wójcik – tekst[1][2]
- Sanah, Marcel Zavodi, Johnny Palmer – muzyka[1][2]